# Bild (matematik)
En bild är inom kombinatoriken en bijektion mellan skeva diagram som uppfyller vissa egenskaper, introducerad av Zelevinsky (1981) som en generalisering av Robinson–Schensted-korrespondens och Littlewood–Richardson-regeln.